# ジア・ルイス＝スモールウッド
ジア・ルイス＝スモールウッド（Gia Lewis-Smallwood、1979年4月1日 - ）は、円盤投を専門とするアメリカ合衆国の陸上競技選手。2011年に、非公式の大会で55m03を投げ、アメリカの室内新記録を樹立した。

## 経歴
センテニアル高校時代はバスケットボールの選手としてプレーする一方、陸上競技では短距離走をしていた。コーチに勧められて円盤投に挑戦したところ、わずか8週間の練習で約140フィート（≒43m）を投げ、大学では砲丸投を勧められたが、1年生のうちはバスケットボールにこだわった。スポーツ選手になりたいと思っていたジアは、バスケットボール選手としての限界を感じ、2年生から円盤投選手として競技をすることを決意した。その後アメリカの大学陸上では優れた成績を残すも、世界レベルの選手としてはなかなか芽が出ず、4度目のオリンピック代表選考会で、ようやく代表の座を勝ち取った。
苦しみながら代表権を得たロンドンオリンピックでは、予選を15位の成績で終えるも、決勝に進出することはできなかった。モスクワで開かれた2013年世界陸上競技選手権大会では5位に入賞し、同年のワールドチャレンジ・ザグレブでは、決勝で66m29をマークし、自己新記録と大会新記録を打ち立てただけでなく、国際大会で15連勝を続けていたサンドラ・ペルコビッチを破り、ペルコビッチの連勝記録をストップさせた。3日後のダイヤモンドリーグ最終戦メモリアルヴァンダムではペルコビッチに2m22の大差を付けられて敗北した。

## 主な成績
種目はすべて円盤投。
| 年                 | 大会                         | 開催地              | 順位               | 記録               |
| アメリカ合衆国代表 | アメリカ合衆国代表           | アメリカ合衆国代表  | アメリカ合衆国代表 | アメリカ合衆国代表 |
| ------------------ | ---------------------------- | ------------------- | ------------------ | ------------------ |
| 2011               | 世界選手権                   | 韓国 大邱           | 15位（予選）       | 59m49              |
| 2012               | オリンピック                 | イギリス ロンドン   | 15位（予選）       | 61m44              |
| 2013               | 世界選手権                   | ロシア モスクワ     | 5位                | 64m23              |
| 2013               | ワールドチャレンジ・ザグレブ | クロアチア ザグレブ | 1位                | 66m29 GR, PB       |

## 人物
イリノイ州シャンペーン出身、在住。父はエコノミスト、母はテニス場のパートタイマーである。アメリカの陸上競技全国大会に初めて出場したのは6歳の時（種目は短距離）で、以来ナイキがスポンサーに就任する2009年（30歳）まで両親が経済援助を続けていた。子供の頃の愛読書は、『はらぺこあおむし』と『アンナ・カレーニナ』。
地元のイリノイ大学アーバナ・シャンペーン校で政治学・経済学・スペイン語の3つを専攻し、B.A.を取得している。卒業後は同学のYWCAスタッフを務めている。既婚者である。